# 優先道路

優先道路の標識 (405)

前方優先道路の標識 (329の2)
交差する道路が優先道路であることを示す

一時停止の標識 (330-A)
安全が保たれない場合には、前方優先道路の代わりに一時停止の標識を設置することもできる。この場合は指定場所一時停止の規定が適用されるため、交差道路を通行する車両等の進行を妨害してはならないことになるが、前方優先道路標識ではないため、交差道路が優先道路とは限らない。

優先道路（ゆうせんどうろ）とは、交通整理の行なわれていない交差点において、交差する道路を通行する車や路面電車の通行を妨げてはならないとされる道路。
優先道路と交差する車両等は徐行する義務がある。道路交通法第36条第2項に定義がある。

## 定義
優先道路に該当する道路は次に該当する道路となる。
- 当該交差点において当該道路における車両の通行を規制する道路標識等による中央線又は車両通行帯が設けられているもの
  - 交差点において中央線の道路標識 (406) が設置され、または交差点内に中央線の道路標示 (205)（道路標識、区画線及び道路標示に関する命令の規定により中央線の道路標示と見なされる区画線、車道中央線 (101) を含む）が引かれているもの、および車両通行帯（109ほか）の道路標示が引かれているもの。
- 道路標識等により優先道路として指定されているもの
  - 優先道路を示す道路標識 (405) が設置されているもの。
  - 前方優先道路の標識 (329の2-A、329の2-B）（「徐行」の本標識（329-A、329-B）に「前方優先道路」の補助標識（509）が附置）が設置されている道路に交差する道路。

警察庁交通局の交通規制基準によれば、優先道路の指定は原則として交差点内に中央線の道路標示 (205)もしくは区画線である車道中央線 (101) 、または車両通行帯（109ほか）を設置する事により行うとしている。優先道路を示す道路標識 (405) を設置する場合は、特に狭道路側または同程度幅員（後述）の道路を優先道路に指定する必要がある場合に限るとしている。その場合、交差道路には状況に応じて一時停止の道路標識（330）または前方優先道路の標識 (329の2-A、329の2-B）のどちらが必ず設置される。
一方で、一時停止の道路標識（330）が設置されている交差点では交差道路が必ず優先道路に指定されている訳ではない。住宅街などの交差点で、交差点内に中央線や車両通行帯（車線境界線）が引かれていないものについては優先道路ではない。よって、そのような交差点では、一時停止の道路標識が設置されている道路に交差する道路（黄色の灯火の点滅信号機側の道路を含む）についても優先道路とはならない。ただし、この場合は交差する道路を通行する車両等の進行を妨害してはならない（後述「いずれも優先道路ではない場合」の適用となる）。

## 交差点における優先関係
いずれも、環状交差点における場合を除く。

### 一方が優先道路である場合
自道路が優先道路である場合
交通整理が行われていない交差点へ進入する際に徐行する義務がない。（道路交通法第36条第2項）
また、交通整理が行われていない交差点が左右の見とおしがきかないものである場合、または交差点内で左右の見とおしがきかない部分を通行する場合にも、徐行する義務がない。（同法第42条第1項）
また、交差点および手前30メートル以内の部分における追越し禁止の規制が適用されない（同法第30条。ただし、優先道路における交差点であっても道路の右側にはみ出して追越しをするのは危険を伴うため、車両通行帯のある道路における追越しを前提としている）。
交差道路が優先道路である場合
交通整理が行われていない交差点の直前で徐行しなければならない。（同法第36条2項）
また、交差道路を通行する車両の進行妨害をしてはならない。（同法第36条第3項）

### いずれも優先道路ではない場合
自道路および交差道路のいずれも優先道路ではなく、自道路の幅員が明らかに広い場合
交通整理が行われていない交差点においては、左右の見とおしがきかない場合においては徐行しなければならない。交差点内で左右の見とおしがきかない部分を通行する場合も、同様に徐行しなければならない。（同法第42条第1項）
自道路および交差道路のいずれも優先道路ではなく、交差道路の幅員が明らかに広い場合
交通整理が行われていない交差点の直前で徐行しなければならない。また、交差道路を通行する車両の進行妨害をしてはならない。（同法第36条第3項）
交通整理が行われていない交差点内で左右の見とおしがきかない部分を通行する場合は、徐行しなければならない。（同法第42条第1項）
自道路および交差道路のいずれも優先道路ではなく、自道路と交差道路のいずれかの幅員が明らかに広いとは言えない場合
交通整理が行われていない交差点においては、左右の見とおしがきかない場合においては徐行しなければならない。交差点内で左右の見とおしがきかない部分を通行する場合も、同様に徐行しなければならない。（同法第42条第1項）
左方から進行してくる車両の進行妨害をしてはならない。また、交差道路の路面電車の進行妨害をしてはならない。（同法第36条第1項）

### 他の規制等との関係
前掲の優先関係につき、いずれの場合でも、道路標識により一時停止もしくは前方優先道路（「前方優先道路の標識 (329の2-A、329の2-B)」を言う）が指定され、または赤色の点滅の灯火がある場合には、指定された車両等は、交差道路を通行する車両等の進行を妨害してはならない。
前掲の優先関係につき、いずれの場合でも、全ての方向の車両に対して交差点安全進行義務（同法第36条第4項）が適用される。
なお、黄色の点滅の灯火および赤色の点滅の灯火の信号機だけによって規制される交差点は、交通整理が行われていない交差点となる。